# 塔德帕尔利古德姆
塔德帕尔利古德姆（Tadepalligudem），是印度安得拉邦West Godavari县的一个城镇。总人口102303（2001年）。

## 人口
该地2001年总人口102303人，其中男性50476人，女性51827人；0—6岁人口10210人，其中男5286人，女4924人；识字率64.98%，其中男性为69.18%，女性为60.89%。